# M50 motorway
La M50 è un'autostrada irlandese che si snoda da nord a sud di Dublino passando ad ovest della capitale irlandese. L'estremità nord è situata nelle vicinanze dell'entrata del Dublin Port Tunnel, mentre si interseca all'estremità sud con l'autostrada M11.

## Storia

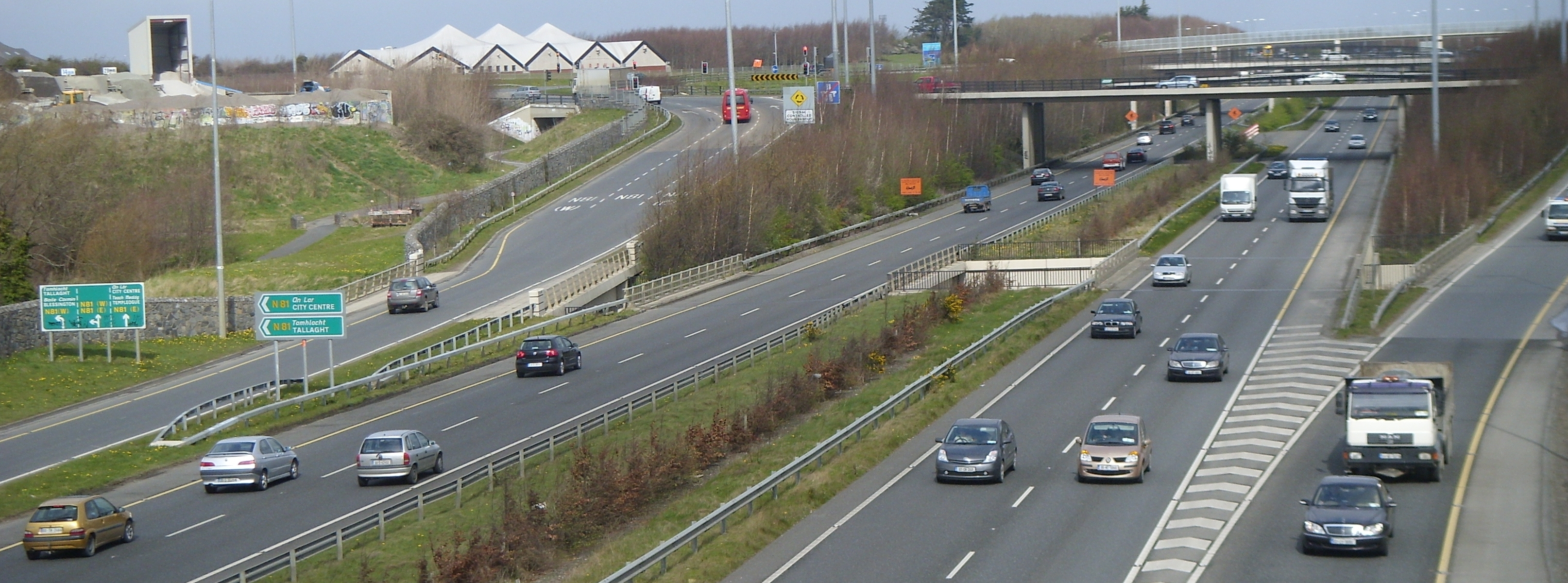
Vista della M50

La M50 fu proposta la prima volta nel Dublin Transportation Study nel 1971 ma fu solamente conclusa ed inaugurata il 30 giugno del 2005 e si presentava all'automobilista con 2 corsie per senso di marcia più corsia di emergenza.
Rivelatasi ben presto inadeguata al traffico della capitale irlandese, all'inizio del 2006 sono ripresi i lavori per un suo ulteriore adeguamento. Al completamento di questo nuovo ciclo di lavori, nel 2010, tutte le uscite e intersezioni, che presentavano una rotonda regolata da semaforo, sono state sostituite da rampe e tutta l'autostrada ha 3 corsie per senso di marcia più corsia di emergenza.
Si paga un pedaggio solo se si attraversa il ponte sul fiume Liffey solamente con sistemi elettronici o pagando il passaggio presso una stazione di servizio.
Il limite di velocità è solitamente di 100 km/h, ma nei tratti sottoposti a cantiere è limitata a 60 km/h.